# Gergely Kiss
Gergely Kiss (Budapeste, 21 de setembro de 1977) é um jogador de polo aquático húngaro, tricampeão olímpico.

## Carreira
Gergely Kiss fez parte do elenco campeão olímpico de 2000, 2004 e 2008.